# Hellgate: London
Hellgate: London est un jeu vidéo de hack 'n' slash en vue à la première personne développé par Flagship Studios, et édité par Namco le 31 octobre 2007 en Amérique du Nord et le 2 novembre 2007 en Europe. Le jeu se déroule dans un univers post-apocalyptique dans lequel Londres est envahie par les démons, obligeant les humains à se réfugier dans les souterrains de la cité. Incarnant un des six personnages du jeu – le tireur d'élite, l'ingénieur, le mage, l'invocateur, le gardien et le maître d'arme – le joueur doit combattre les démons afin de refermer la porte de l’enfer. Le jeu est accueilli de manière mitigée à sa sortie. Les critiques notent  en effet que son système de jeu, très proche de celui de Diablo, est finalement trop répétitif et que le jeu est rempli de bugs. Après l’échec commercial de celui-ci, Flagship Studios ferme ses portes en 2008, les serveurs Internet du jeu étant cependant maintenus en fonctionnement par Namco jusqu’au 31 janvier 2009. Depuis, les droits du jeu ont été rachetés par HanbitSoft.
Le jeu a par trois fois fait forte impression aux rassemblements de l’E3 2005, de l’E3 2006 et de l’E3 2007.
Le 24 octobre 2008, Namco Bandai a annoncé la fermeture des serveurs du jeu, prévue pour le 31 janvier 2009.
Hellgate: London est de nouveau disponible sur le Steam le 16 novembre 2018 en mode solo uniquement.

## Trame
Le jeu se déroule en 2038 dans un univers post-apocalyptique dans lequel l’humanité a été décimée par une invasion de démons venus d’un autre monde via un portail démoniaque reliant Londres à l’enfer. Les rares humains ayant survécu se sont réfugiés dans des souterrains depuis lesquels ils organisent une contre-attaque visant à refermer le portail démoniaque. Les survivants humains sont divisés en trois factions : les Templiers, les Cabalistes et les Chasseurs. Les premiers sont de puissants combattants spécialisés dans le corps à corps et se battant généralement à l’aide d’une épée et d’un bouclier. Les cabalistes sont des savants avides de connaissance  ayant étudié les ténèbres dont ils utilisent les pouvoirs pour mieux combattre les forces démoniaques. Enfin, les chasseurs sont d’anciens militaires s’étant entrainés au combat bien avant le début de l’invasion. Pour combattre les démons, ils utilisent la haute technologie et notamment les armes à longue portée.

## Système de jeu
Comme Diablo, Hellgate: London  est un jeu vidéo de type hack 'n' slash. Le joueur y contrôle un personnage, en vue à la première personne ou en vue  à la troisième personne, devant explorer différents types d’environnement peuplés de monstres qu’il doit combattre pour avancer, pour gagner de l’expérience et améliorer son équipement.

### Personnages
Dès le début du jeu, le joueur doit choisir d’incarner une des six classes de personnage disponibles dans le jeu – personnage qu’il devra incarner jusqu’à la fin de sa quête – que sont le gardien, le maître d'arme, le mage, l'invocateur, le tireur d'élite et l'ingénieur. Le gardien et le maître d’arme sont de puissants combattants spécialisés dans le corps à corps. Le premier est un adepte de l’épée et du bouclier et dispose de capacités plutôt défensives. Le maître d’arme privilégie les capacités offensives et peut combattre avec une arme dans chaque main ou avec des armes de tir, ce qui fait de lui un combattant polyvalent. Le mage et l’invocateur sont des lanceurs de sorts. La magie du premier est basée sur les éléments alors que le second peut invoquer des démons pour l’aider dans son combat. Le tireur d’élite et l’ingénieur sont tous les deux spécialisés dans les armes de tirs, le premier disposant de capacités permettant d’augmenter sa précision alors que le l’ingénieur privilégie l’utilisation de drone et de robot. En combattant les créatures qui peuplent le monde de Hellgate: London, le personnage contrôlé par le joueur gagne de l’expérience qui lui permet de devenir plus puissant. La quantité de points d’expériences dont le personnage dispose détermine le niveau du personnage. Chaque passage à un niveau supérieur donne au joueur la possibilité de renforcer les caractéristiques de son personnage. Le personnage dispose de quatre caractéristiques principales : la force (ou concentration pour certaines classes de personnage), la précision, l’endurance et la volonté. Chaque augmentation de niveau permet également au joueur d’utiliser un « point de compétence » permettant de débloquer ou de renforcer une compétence du personnage.

### Lieux
Une bonne partie du jeu se déroule sous terre ; lieu de refuge des résistants humains. Il y a des tunnels, des égouts, des stations de métro souterraines… mais aussi à des combats à l’air libre, au milieu des ruines. Quelques passages aux enfers sont prévus.
Vous commencez votre périple à la station de métro : Hollborn pour rejoindre Coven Garden…

## Développement
En mai 2003, les créateurs de Diablo et Diablo II – Max et Erich Schaefer, David Brevik et Bill Roper – quittent Blizzard Entertainment et fondent la société Flagship Studios. Ils sont rejoints par d’autres anciens membres de l'équipe de développement des Diablo avec qui ils commencent le développement de Hellgate: London. Le jeu est annoncé en mars 2005. À la suite des deux vidéos promotionnelles ayant marqué l’Electronic Entertainment Expo, le jeu gagne en visibilité. Une source non officielle indique que le code source du jeu aurait été volé[réf. nécessaire] et qu’une panne des serveurs aurait ensuite été provoquée. Un tel événement, même s’il n’est pas confirmé, pourrait obliger les développeurs à une importante refonte du code source du jeu et ainsi engendrer un retard important dans la finalisation du jeu[réf. nécessaire].
Hellgate: London est finalement publié le 31 octobre 2007.  Le jeu ne rencontre pas le succès espéré et Flagship Studios fait faillite en 2008 après avoir publié une première mise à jour du jeu intitulé The Stonehenge Chronicles. Namco continue alors à fournir le support nécessaire au maintien des serveurs du jeu jusqu’au 31 janvier 2009. En 2008, HanbitSoft rachète les droits du jeu avant d’annoncer une nouvelle mise à jours, appelé The Abyss Chronicles, le 20 février 2008.
Bien que le jeu était jouable gratuitement sur les serveurs officiels, un abonnement mensuel (supprimé en 2009) existait également pour avoir accès à quelques bonus et niveaux supplémentaires (notamment un niveau situé à Stonehenge) et le jeu dispose également d’un mode solo.

### Doublage version française
- Narrateur / 'Murmur' : Éric Legrand
- Le chevalier Seraph (niveau : Tottenham Court Road) / Ranger (niveau : Covent Garden) : Bernard Bollet
- Brandon Lann : Claude d'Yd
- Steven Patrick : Patrick Bethune niveau : Covent Garden
- Technician 14 : Bruno Choël niveau : Covent Garden
- Holloway : Laura Préjean niveau : Charing Cross Station
- Le Marchand : Sébastien Desjours niveau : Covent Garden

## Accueil
| Hellgate: London      |      |       |
| Média                 | Pays | Notes |
| Eurogamer             | UK   | 70 %  |
| Gamekult              | FR   | 50 %  |
| Game Revolution       | US   | B-    |
| GameSpot              | US   | 70 %  |
| GameSpy               | US   | 3/5   |
| IGN                   | US   | 68 %  |
| Jeuxvideo.com         | US   | 75 %  |
| Joystick              | FR   | 9/10  |
| Compilations de notes |      |       |
| Metacritic            | US   | 70 %  |
| GameRankings          | US   | 70 %  |

Nombre de joueurs critiquent le fait qu’il soit impossible de jouer en réseau local, ce qui enlève dans une certaine mesure de l’intérêt au jeu. L’éditeur explique qu’il a fait ce choix pour contrer la contrefaçon. Mais cette mesure empêche tous ceux qui, même s’ils ont une licence valide, veulent jouer entre amis. L’alternative proposée par Flagship Studios est de jouer sur Internet, mais ceci pose de nombreux problèmes : impossibilité de jouer entre amis off-line, lag (latence) plus élevé, impossibilité pour les connexions à faible débit…
De plus, la création de canaux de discussions privés ne semble actuellement pas possible pour ceux qui n’ont pas souscrit un abonnement mensuel.
Ayant reçu une critique mitigée de la presse spécialisée (Méga-Hit PC Jeu, 6⁄10 Gamekult…), le studio Flagship a fait faillite. Namco Bandai a maintenu les serveurs online jusqu’en début 2009. Certains joueurs espéraient voir une version Free to Play reprise par le studio Mythos mais le projet est maintenant abandonné.
Une mauvaise communication suivie d’un lancement prématuré (nombreux bugs, stabilité et optimisation affligeante sans correctifs) ont précipité Hellgate dans l’oubli.
Il semble peu probable qu’un correctif non officiel voie le jour permettant une connexion en LAN vu que le jeu est abandonné des joueurs comme de ses développeurs.

## Comics
Hellgate: London est aussi une série de comics créée en partenariat entre Namco Bandai et Flagship Studios avec Dark Horse Comics.